# 海因茨·弗斯滕多夫
海因茨·弗斯滕多夫（德語：Heinz Förstendorf，1907年12月28日—1988年9月2日），德国男子曲棍球运动员，所属俱乐部是莱比锡SC。他曾代表德国参加1928年夏季奥林匹克运动会曲棍球比赛，获得一枚铜牌。